# Sir Barton
Sir Barton  (Kentucky, 1916 - Wyoming, 30 ottobre 1937) è stato un cavallo di razza purosangue inglese, campione in USA
Nel 1919 all'età di 3 anni fu il primo vincitore della Triple Crown of Thoroughbred Racing statunitense. Suo nonno Isinglass vinse la Triple Crown of Thoroughbred Racing inglese nel 1893. Nella sua carriera di corridore vinse un montepremi totale di 116.857 dollari e nella classifica dei 100 migliori cavalli da corsa statunitensi del XX secolo è posizionato al n. 49.

## La storia
Sir Barton venne acquistato per la somma di 10.000 dollari nel 1918 alla fiera dei cavalli di Saratoga dal comandante J.K.L. Ross. Il suo allevatore era H. Guy Bedwell e il suo fantino fu Johnny Loftus, che rimase il suo unico fantino ufficiale fino al ritiro dalle corse.

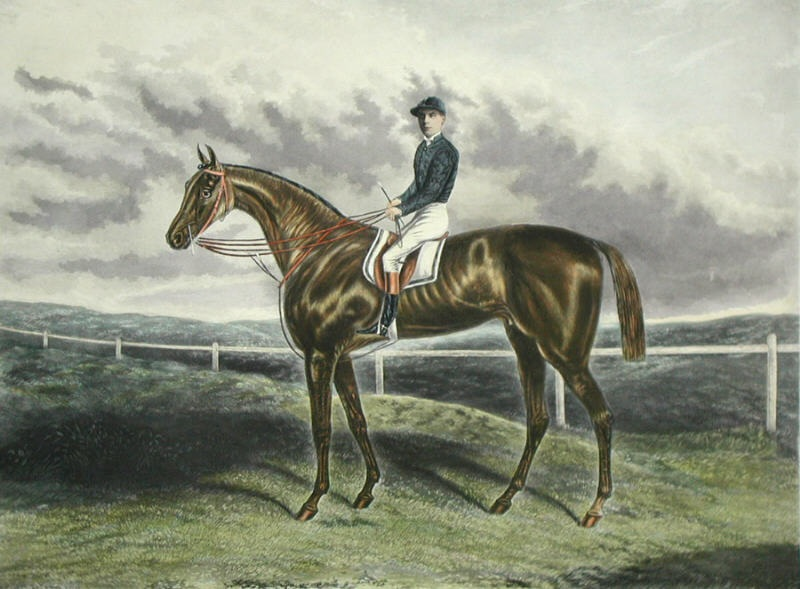
Immagine di Isinglass, nonno di Sir Barton e 6° vincitore della Triple Crown inglese nel 1893.

In quell'anno Ross partecipò con Sir Barton al Kentucky Derby al quale aveva anche iscritto anche un altro cavallo di sua proprietà di nome Billy Kelly. Lo scopo era quello di far gareggiare Sir Barton come gregario per spronare Billy Kelly alla vittoria ma il cavallo appena acquistato dimostrò immediatamente le sue doti di grande corridore e in quell'occasione vinse il derby al posto del favorito distanziandolo di ben cinque lunghezze. Dato il suo innato talento nei circuiti ippici, Sir Barton fu spedito dopo soli quattro giorni dalla vittoria al Kentucky Derby, al Pimlico Race Course di Baltimora (Maryland) per correre la prestigiosa Preakness Stakes. Durante questa gara il cavallo distanziò gli altri concorrenti di 6 lunghezze e alla fine del circuito attraversò il traguardo in canter, lasciando gli avversari alle sue spalle per la distanza di 4 lunghezze.
La gara successiva alla quale partecipò fu la Withers Stakes nello stato di New York che vinse senza problemi. Dopo soli dieci giorni da quest'ultima competizione, Sir Barton partecipò alla Belmont Stakes che si corre al Belmont Park di New York e che rappresenta la terza gara per la vittoria della Triple Crown of Thoroughbred Racing, gara che vinse con facilità stabilendo anche un record di pista. Sir Barton divenne così il primo vincitore della Triple Crown of Thoroughbred Racing americana in soli 32 giorni dal suo debutto e nel 1919 fu nominato "Cavallo dell'anno".

## Il ritiro
All'età di quattro anni, Sir Barton vinse cinque delle dodici gare alle quali venne iscritto nella stagione del 1920. In una di queste gare, la Saratoga Handicap che si svolge a Saratoga Springs in New York, batté il favorito purosangue Exterminator e il 28 agosto del 1920 vinse e stabilì un record di pista al Merchants and Citizens Handicap, sempre a New York. Il cavallo balzò alle cronache per aver gareggiato il 12 ottobre del 1920 contro il grande campione Man o' War al Kenilworth Park di Windsor in Ontario (Canada), gara che perse di sette lunghezze per un problema ad uno zoccolo che gli causò un rallentamento in pista. Dopo questa sconfitta, venne ritirato dai circuiti ippici e ben presto venne dimenticato dal pubblico.
Nel 1922 J.K.L. Ross decise di venderlo e il cavallo venne acquistato da BB Jones, un allevatore che lo portò alla Audley Farm a Berryville in Virginia, dove rimase fino al 1933.
Sir Barton venne utilizzato come stallone per incrementare il numero di cavalli purosangue nella United States Army Quartermaster Corps, una branca di supporto della US Army americana sita in Fort Robinson, Nebraska. Dopo aver reso questo servizio, venne nuovamente venduto ed acquistato da J.R. Hylton, un altro allevatore che lo portò nel suo ranch in Wyoming.
Sir Barton morì il 30 ottobre del 1937 all'età di 21 anni a causa di una colica e venne seppellito sulle pendici delle montagne a Laramie nella Contea di Albany in Wyoming. Successivamente le sue spoglie vennero spostate al Washington Park in Douglas, Wyoming dove venne eretta in suo onore una statua per ricordare il primo vincitore della Triple Crown americana.
Nel dicembre del 2008 venne deposta un'altra statua raffigurante il campione davanti al fienile dell'Audley Farm.

## Maggiori gare vinte
- Kentucky Derby (1919)
- Preakness Stakes (1919)
- Belmont Stakes (1919)
- Potomac Handicap (1919)
- Withers Stakes (1919)
- Saratoga Handicap (1920)
- Merchants and Citizens Handicap (1920)

## Premi speciali
- 1° campione USA Triple Crown of Thoroughbred Racing (1919)
- Cavallo dell'anno USA (1919)

## Onorificenze
- Hall of fame dei cavalli da corsa USA[7] (1957).
- Classifica dei 100 migliori cavalli americani del XX secolo (posizione n. 49)[1].
- Statua in bronzo scala 1:1 esposta al Audley Farm a Berryville in Virginia, USA.
- Statua in bronzo scala 1:1 esposta al Washington Park in Douglas, Wyoming.
- Sir Barton Street in Lexington, Kentucky - Strada dedicata

## Pedigree
Pedigree di Sir Barton:
| Padre Star Shoot (1898)    | Nonno Isinglass (1890) | - Isonomy (1875) - Dead Lock (1878)    |
| Padre Star Shoot (1898)    | Nonna Astrology (1887) | - Hermit (1864) - Stella (1879)        |
| Madre Lady Sterling (1899) | Nonno Hanover (1884)   | - Hindoo (1878) - Bourbon Belle (1869) |
| Madre Lady Sterling (1899) | Nonna Aquila (1891)    | - Sterling (1868) - Eagle (1882)       |